# AS Vénus
El Association Sportive Vénus Mahina (comúnmente abreviado AS Vénus) es un club de fútbol de la ciudad de Mahina, en la Polinesia Francesa. Juega en la Primera División, liga que ganó 10 veces, siendo el segundo equipo más ganador del país.

## Palmarés

### Nacionales
- Primera División de Tahití (10): 1953, 1990, 1992, 1995, 1997, 1998, 1999, 2000, 2002, 2019.
- Copa de Tahití (9): 1952, 1990, 1991, 1992, 1998, 1999, 2001, 2019, 2021.
- Supercopa de Tahití (2): 1995 y 1999.

### Internacionales
- Copa de Territorios Franceses del Pacífico (5): 1997, 1998, 1999, 2000, 2002.
- Copa de Campeones de Ultramar (1): 1999.